# Nadleśnictwo Garwolin
Nadleśnictwo Garwolin – jednostka organizacyjna Lasów Państwowych podległa Regionalnej Dyrekcji Lasów Państwowych w Warszawie. Siedziba nadleśnictwa znajduje się w Miętnym, w powiecie garwolińskim, w województwie mazowieckim.
Nadleśnictwo obejmuje część powiatu garwolińskiego w województwie mazowieckim oraz część powiatu ryckiego w województwie lubelskim.
Powierzchnia Nadleśnictwa wynosi 15 740,97 ha.

## Historia
Pierwsze wzmianki o urzędzie nadzorującym lasy skarbowe w Garwolinie pochodzą z XIX w., gdy istniało Leśnictwo Garwolin. W 1925 zarządzeniem Ministra Rolnictwa i Dóbr Państwowych powołano Nadleśnictwo Garwolin. W czasie II wojny światowej tutejsze lasy zostały zdewastowane w wyniku rabunkowej gospodarki prowadzonej przez Niemców oraz przez działania wojenne.
Po II wojnie światowej zlikwidowano Nadleśnictwo Garwolin. Powstały wówczas nadleśnictwa Huta Garwolińska, Kotwica i Podzamcze, które oprócz przedwojennych lasów państwowych Nadleśnictwa Garwolin objęły znacjonalizowane przez komunistów lasy prywatne, które stanowiły dominującą większość tutejszych lasów.
W 1973 połączono nadleśnictwa Huta Garwolińska, Kotwica i Podzamcze, tworząc z nich Nadleśnictwo Garwolin.

## Ochrona przyrody
Na terenie nadleśnictwa znajdują się cztery rezerwaty przyrody:
- Czerwony Krzyż
- Kopiec Kościuszki
- Polesie Rowskie
- Torfy Orońskie.

## Drzewostany
Typy siedliskowe lasów nadleśnictwa (z ich powierzchniowym udziałem procentowym):
- bory 32%
- bory mieszane 28%
- lasy 21%
- lasy mieszane 15%
- olsy i łęgi 4%

Gatunki lasotwórcze lasów nadleśnictwa (z ich udziałem procentowym):
- sosna 78%
- dąb 11%
- olsza 5%
- brzoza 4%
- inne 2%

Przeciętna zasobność drzewostanów nadleśnictwa wynosi 226 m³/ha, a średni wiek 63 lata.